# Penthimia citrina
Penthimia citrina är en insektsart som beskrevs av Wang. Penthimia citrina ingår i släktet Penthimia och familjen dvärgstritar. Inga underarter finns listade i Catalogue of Life.